# Salix mesnyi
Salix mesnyi är en videväxtart som beskrevs av Henry Fletcher Hance. Salix mesnyi ingår i släktet viden, och familjen videväxter. Inga underarter finns listade i Catalogue of Life.